# Karlmann austrasiai majordomus
Karlmann (706 és 716 között – 754. augusztus 17.) Martell Károly frank herceg, majordomus és első felesége, Chrotrud legidősebb fia. Károly 741-ben bekövetkezett halálát követően Karlmann és öccse, Kis Pipin örökölték apjuk címeit és pozícióját: Karlmann Austrasia (nagyjából a mai Németország) királyságának, míg Pipin Neustria, azaz nagyjából a mai Franciaország területének megfelelő királyság majordomusa lett. Karlmann egyike volt a Karolingok dinasztiájának és nagy szerepet játszott abban, hogy családja megszilárdította hatalmát és végleg kiszorította a királyi címet névleg birtokló Merovingokat. Mélyen vallásos ember volt, aki 747-ben lemondott címeiről és visszavonult a Monte Cassino bencés kolostorába.

## Élete
Feltehetően 705 és 710 között született. Apja Martell Károly, a Frank Birodalom teljhatalmú majordomusa, anyja Chrothrudis (690-724). Karlmann apja első házasságából származó idősebbik fiú, apja címeinek egyik kijelölt örököse volt. Apjuk második házasságából származó fiát, Grifót Károly halála után öccsével kiszorította a hatalomból, majd 742-ben csapdába csalták, foglyul ejtették és a mai Belgium területén, az Ardennekben található Neufchâteau kolostorba zárták. Ezután mindketten saját királyságuk igazgatására fordították figyelmüket. Pipin a nyugati frank királyságot (Neustria), míg Karlmann a keleti, Austrasiának nevezett királyságot, illetve Alemannia, Türingia és Elzász északi része tartozott fennhatósága alá.
A két testvérnek Grifo semlegesítése után is számos felkeléssel kellett szembenézni: Frízföld, Bajorország, Alemannia és Aquitania is fellázadt ellenük. 743-ban hatalmuk szimbolikus kifejezéseként a trónra ültették az utolsó Meroving-királyt, III. Childerich-et, mivel a trónra az előző Meroving uralkodó, IV. Theuderich halála (737) után Károly azt üresen hagyta.
A két testvér - a középkorban szinte egyedülálló módon - példásan együttműködött; számos hadjáratot vezettek közösen. Karlmann támogatta Pipint 742-ben, majd 745-ben I. Hunald aquitániai herceg elleni hadjáratában, Pipin pedig 742-743-ban sietett bátyja segítségére a szászok felkelésének leverésében — a szászok 743-ban behódoltak Karlmannak. 742-744-ben Odilo bajor herceg ellen vonultak (utóbbi sógoruk volt, hiszen felesége, Hiltrude, Martell Károly lánya volt).

### A dinasztia hatalmának kiterjesztése
Saját birodalmában Karlmann a keresztény hittérítők által növelte hatalmát és befolyását: az angolszász származású Szent Bonifác, a „németek apostola” kapta azt a feladatot, hogy megszervezze Austrasia egyházát és megtérítse a helyi pogány törzseket. A térítés-terjeszkedés politikáját még nagyapja, Herstali Pipin kezdte és apja, Martell Károly is aktívan folytatta: négy egyházközséget alapított Bajorföldön (Salzburg, Regensburg, Freising, és Passau), Bonifácot érsekké és a Rajna folyásától keletre fekvő területek egyházi vezetőjévé nevezte ki. Bonifác, mint azt régi barátjának, Winchesteri Dénesnek írta, Martell Károly pártfogását élvezte 723-tól és segítsége nélkül nem tudta volna sem az egyházat vezetni, sem a papságot megóvni, sem a pogányokat üldözni. Karlmann szerepe meghatározó volt a 742-es Concilium Germanicum összehívásában, amely a kelet-frank területek egyházi vezetőinek első jelentős tanácskozása volt. Karlmann és Bonifác közösen elnököltek a gyűlésen, amely kimondta, hogy a papok nem viselhetnek fegyvert, nem láthatnak vendégül nőket otthonukban, és legfontosabb feladatuk a pogányság eltörlése. Martell Károly rendszeresen elkobozta az egyházi javakat, hogy követőit megjutalmazza és a tours-i csatában aratott győzelméhez jelentősen hozzájáruló, állandó hadseregét finanszírozza. Ezt a kereszténység győzelmét segítő politikát Bonifác is támogatta, és 742-re a Karolingok már képessé váltak arra, hogy a hadsereget is fenntartsák és az egyházat is támogassák. Karlmann számára, aki mélyen vallásos ember volt, ez nem okozott nehézséget, míg Pipinnek ez inkább gyakorlati megfontolásokból volt előnyös. Mindketten felismerték, hogy erősíteni kell családjuk és az egyház kötelékeit, és Karlmann ezt az egyházi javak és birtokok kiterjesztésével vélte elérni. Így például ő adományozta a földet Bonifác egyik legjelentősebb cselekedete, a fuldai apátság létrehozásához.

### Uralkodása
Vallásossága ellenére Karlmann időnként meglehetősen könyörtelen tudott lenni vélt vagy valós ellenfeleivel szemben. 745-ben az alemannok Pipinnek tettek hűségesküt, mire Karlmann hadjáratot vezetett ellenük. 746-ban összehívta az alemannok vezetőit Cannstatt városába, ahol a több ezer nemest elfogatta, árulás vádjával bíróság elé állíttatta és kivégeztette. A törzs vezetőinek kiirtásával véget vetett az alemannok függetlenségének, és ezután a Karlmann által kinevezett gróf uralta őket.
Karlmann egyéb cselekedetei is tovább erősítették családja pozícióját a keleti frank térségekben a rivális germán uralkodócsaládokkal, mint például a Bajorországot uraló Agilolfingokkal szemben.

### Visszavonulása
Az alemannok legyilkolásának nem várt következménye volt, hogy Karlmann többi követője is kezdte elhagyni és ezért pozíciója meggyengült. 747. augusztus 15-én Rómába utazott és római látogatása során Karlmann lemondott majordomusi rangjáról. Zakariás pápa személyesen szentelte fel szerzetesnek. Karlmann döntésében szerepet játszhatott a pápa „biztatása” is, akit Pipin bízott meg azzal, hogy Rómában marasztalja bátyját.
Karlmann egy Szent Szilveszterről elnevezett kolostort alapított Monte Soratte-nél, majd később Monte Cassino bencés kolostorába vonult vissza, hátralévő éveit ott töltötte. Apja döntésébe fia, Drogo nem nyugodott be és örökségét követelte Pipintől, aki rövid úton semlegesítette.
Körülbelül Karlmann visszavonulásával egyidőben féltestvére, Grifo megszökött fogságából és Bajorföldre menekült, ahol Odilo pártfogását és katonai támogatást nyújtott neki. Azonban egy évvel később, 748-ban meghalt és Grifo erőszakkal próbálta megszerezni a bajor hercegséget. Pipin, aki eddigre felvette Austrasia majordomusa és frankok hercege (dux et princeps Francorum) címet, rögtön felhasználta az alkalmat, megszállta Bajorországot, elűzte Grifót, és Odilo csecsemő fiát, Taszilót nevezte ki a bajor trónra a frank uralkodó fennhatósága alatt. Grifo folytatta lázadását Pipin ellen, de végül 953-ban a Saint-Jean de Maurienne mellett vívott csatában elesett.
Karlmann, hét évvel visszavonulása után és röviddel halála előtt, kis időre visszatért a korabeli politikai életbe. 754-ben II. István pápa felkereste Pipint és arra kérte, hogy nyújtson neki segítséget Aistulf longobárd király ellen, aki rendszeresen betört a pápák itáliai birtokaira. Karlmann azt szerette volna elérni öccsénél, hogy ne vonuljon Aistulf ellen, de küldetése sikertelen volt, annál is inkább, mivel István július 28-án Párizsban a frankok királyává szentelte fel Pipint, aki ennek fejében a segítségére sietett. 754-ben halt meg és Vienne-ben temették el.

## Családja és leszármazottai
Feleségének neve és származása nem ismert. A házasságból legalább egy, de feltehetően három gyermek született:
- Drogo (730/35] - 753 után). Karlmann legidősebb fia,[13] aki apja 747-es lemondása után örökölte annak majordomusi címét. 753-ban Pipin megfosztotta címeitől és egy kolostorba záratta, ahol hamarosan meghalt.
- További gyermekek: Settipani művében Karlmann gyermekeire tesz utalást, de nem nevezi meg azokat.[14]